# 地方所属高校
地方所属高校，俗称“省属高校”，是中国内地高等学校中公立学校的一种（另一种为中央部属高校）。由省级行政区进行管理并提供资金支持，现为中国高等教育体系的主体部分。主要为区域培养高素质人才，为区域经济社会发展做出贡献。省属高校中有一种形式为“省部共建高校”，是省级政府与中央部委合作，共同筹集建设资金。